# Георги Кабакчиев
Георги П. Кабакчиев е български финансист, просветен деец, благодетел и общественик.

## Биография
Роден е в 1862 година в Търново, тогава в Османската империя. Завършва начално училище в родния си град, а след това заминава за Женева, където завършва гимназия. По-късно заминава за Бордо, където завършва Висшата търговска школа. В учебната 1887/1888 година преподава в българската мъжка гимназия в Солун. След това учителства в Търновската мъжка гимназия, където преподава до 1893 година. От 1894 до 1902 година работи като висш чиновник в Българската народна банка. Георги Кабакчиев открива собствена банкерска кантора в София в 1902 година. Отдава се на благотворителни и обществени изяви, след като се оттегля от активна стопанска дейност. Дарява големи суми за Първа прогимназия в Търново.